# Holothrix cernua
Holothrix cernua là một loài thực vật có hoa trong họ Lan. Loài này được (Burm.f.) Schelpe mô tả khoa học đầu tiên năm 1966.